# 동탄면
동탄면(東灘面)은 1914년 4월 1일부터 2018년 1월 21일까지 경기도 수원군, 화성군, 화성시에 존재했던 면이다.

## 역사
- 조선시대: 경기도 수원군 동북면(東北面), 어탄면(漁灘面)
- 1895년 음력 윤5월 1일: 인천부 수원군[1]
- 1896년 8월 4일: 경기도 수원군[2]
- 1914년 4월 1일: 수원군 동북면과 어탄면이 합쳐져 동탄면이 되었다.[3](13리)

| 조선총독부령 제111호 |                                                                        |
| 구 행정구역          | 신 행정구역                                                            |
| 수원군 동북면        | 수원군 동탄면 중리, 목리, 신리, 영천리, 청계리, 석우리, 반송리, 오산리 |
| 수원군 어탄면        | 수원군 동탄면 방교리, 송리, 금곡리, 산척리, 장지리                     |
- 1949년 8월 14일: 경기도 화성군 동탄면[4]
- 2001년 3월 21일: 경기도 화성시 동탄면[5]
- 2006년 4월: 동탄면 일대 행정구역을 법정리 16개, 행정리 45개, 187개 반으로 개편하였다.
- 2007년 1월 2일: 반송리와 석우리를 동탄동에 편입하였다.[6](11법정리)
- 2015년 1월 2일: 동탄면 영천리, 청계리, 오산리와 중리·목리·산척리·방교리의 각 일부가 분리되어 동탄4동(법정동: 영천동, 청계동, 오산동)이 신설되었다.(8법정리)
- 2018년 1월 22일: 동탄면이 폐지되고, 동탄4동의 일부와 합쳐 동탄5동(법정동: 영천동, 중동)과 동탄6동(법정동: 오산동, 신동, 목동, 산척동, 장지동, 송동, 방교동, 금곡동)이 신설되었다.